# Сикора (острів)
Сико́ра чеськ. Sýkorův ostrov — один із 90-та островів Архіпелагу Норденшельда в південно-східній частині Карського моря (Північний Льодовитий океан). Адміністративно належить до Таймирського району Красноярського краю Російської Федерації. З 1993 року разом з архіпелагом входить до складу найбільшого заповідника Росії і всієї Євразії — Державного природного заповідника «Большой Арктический».

## Географія
Острів Сикора довжиною трохи більше ніж 350 метрів входить до складу одної з п'яти основних груп островів, що складають Архіпелаг Норденшельда — групи островів Літке, яка складається із 10 островів. В 900-х метрах на північ від острова розташований острів Софії, на північному сході — найбільший острів групи — острів Єрмолова, а на півдні за протокою Леніна — група островів Пахтусова.
Острів складається з вулканічних порід і знаходиться в зоні арктичної пустелі і тундри. Клімат арктичний, суворий. Безлюдний.

## Історія
Архіпелаг Норденшельда був відкритий у 1740 році під час Великої Північної експедиції партією геодезиста Никифора Чекіна із Таймирського загону Харитона Лаптєва (*1700-†1763). Назву на честь шведського і фінського мореплавця, полярного дослідника, геолога, географа і картографа Нільса Адольфа Еріка Норденшельда одержав лише у 1893 році під час плавання вздовж узбережжя Сибіру норвезького полярного дослідника Фрітьофа Нансена на кораблі «Фрам».
Група островів Літке була названа у 1901 році на честь російського мореплавця і полярного дослідника, президента Імператорської Академії Наук у Санкт-Петербурзі (1864–1882) графа Ф. П. Літке російським геологом бароном Е. В. Толлем під час полярної експедиції на шхуні «Заря». Тоді ж Е. В. Толль назвав один з островів на честь російського і чеського астронома Йозефа Сикори, учасника Російсько-Шведської експедиції на Шпіцберген (1899–1901).

## Інтернет-посилання
- ДРБАЛ А. Відомий російський і чеський астроном Йозеф Сикора (1870-1944) // Сучасні досягнення геодезичної науки і виробництва: Збірник наукових праць Західного геодезичного товариства УТГК (Львів). – ISSN 0130-1039. – 2012. – Вип. II (24). – С. 20-26
- м. РУССКИЙ ЗАПАДНЫЙ: Топографическая карта T-46-XXVIII, XXIX, XXX. Масштаб 1:200 000 / Сост. ГУГК при СМ СССР в 1988 г. — Москва, 1993. — 1 лист (рос.)

1. ↑  GEOnet Names Server — 2018.